# Чебаник Василь Якович
Васи́ль Я́кович Чеба́ник (нар. 5 серпня 1933, Клішківці — пом. 13 березня 2025, Київ) — український художник-графік, книжковий ілюстратор, педагог, автор абеткової графіки «Рутенія», витворець церемоніального примірнику книги «Конституція України» у Верховній Раді України, член Національної спілки художників України, Заслужений діяч мистецтв УРСР (1979), професор (1980), завідувач кафедри графічного дизайну Київської державної академії декоративно-прикладного мистецтва і дизайну імені Михайла Бойчука, член-кореспондент Національної академії мистецтв України (2013), Почесний доктор НаУКМА (2019), лауреат Шевченківської премії (2019, проєкт «Графіка Української мови»).

## Професійна діяльність
Народився 5 серпня 1933 року в селі Клішківцях (нині Чернівецька область, Україна). У 1963 році закінчив Київський художній інститут (майстерня книжкової графіки В. Касіяна). Навчався у І. Плещицького, Г. Якутовича. У цьому закладі викладав з 1962 року на кафедрі графічних мистецтв; 1963—2000— асистент, викладач, старший викладач, доцент (з 1972), в. о. професора; з 1967 року — член КПРС; у 1972—1975 рр. обіймав посаду декана живописного, графічного та скульптурного факультетів, потім професор (з 1980) кафедри графіки КДХІ; з 1973 року — керівник майстерні книжкової графіки, перепрофільованої 1991 року на майстерню дизайну та інтролігації. У 2000—2004 роках— професор кафедри графічних мистецтв та кафедри дизайну НАОМА. З 2008 по 2012 рр. — професор, завідувач кафедри графічного дизайну КДАДПМД ім. Михайла Бойчука. З 2012 року — професор кафедри графічного дизайну КДАДПМД ім. Михайла Бойчука.

## Творчість
Василь Якович Чебаник працював у галузі книжкової графіки, мистецтва шрифту, інтролігації. Оригінальний інтерпретатор образів літературної класики, втілюваних засобами гравюри на пластику та офорті. Створив оригінальні композиції написів, у яких шрифт окрім інформаційної функції виконує й естетично-образну. Особиста художня практика митця у книговидавничій сфері, педагогічна діяльність, виховання молодих талантів, його майстер-класи, участь у форумах і конференціях з питань розвитку культури рукописного шрифту відчутно вплинули на розвиток культури шрифту в Україні. Вільний майстерний малюнок, графічна експресія, переконлива образність, глибока проникливість у змістово-стильову тканину і сутність літературного твору стали прикметними рисами В. Чебаника як автора ілюстрацій до численних книжкових видань та інших різновидів графіки. Останнє десятиліття цілком відданий інтролігації книжок, брав участь у конкурсах українських видань, виконував ексклюзивні роботи, за які відзначений «Почесною грамотою Президії Верховної Ради України», дипломом «Івана Федорова», дипломом «Георгія Якутовича» та ін. Священна фраза художника: «Спочатку було слово».
Після 2000 року займається майже виключно проєктом «Рутенія. Графіка української мови».
Автор оформлення та виготовлення церемоніального примірника «Конституції України» у 2001 році. Шрифти «Рутенія» стали окрасою і центральним елементом палітурки і титульної сторінки церемоніального примірника «Конституції України»

### Основні твори

#### Художнє оформлення та ілюстрації до збірок поезій і книг

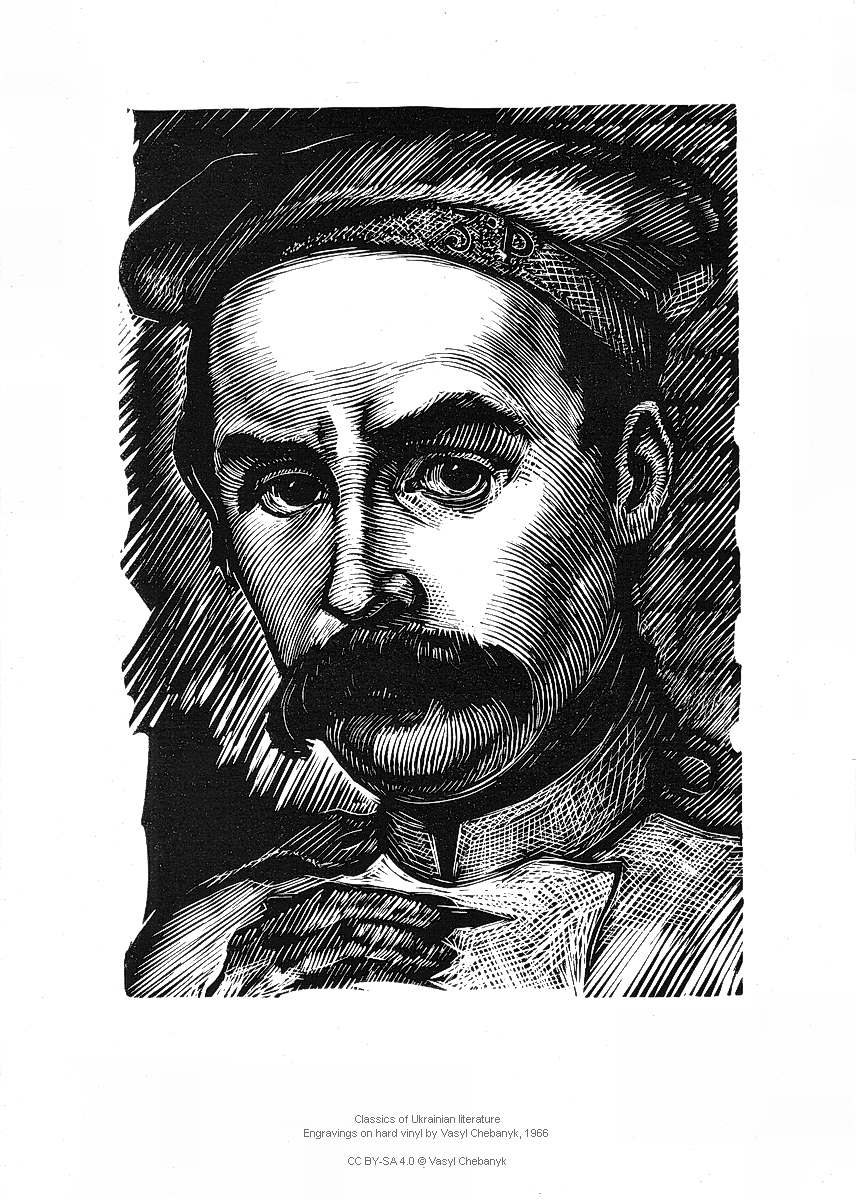
Гравюри Василя Чебаника на твердому вініпласті. Серія листівок «Класики української літератури» (1966), Тарас Шевченко

- «Камінний господар» і «Досвітні вогні» Лесі Українки (1965),
- серія листівок-портретів «Класики української літератури» (1966)[14],
- «П'єси» О. Корнійчука (1969),
- серія видань «Перлини світової лірики»,
- «Собор паризької Богоматері» В. Гюґо (1976),
- «Нічні роздуми старого майстра» М. Бажан (1976),
- «Голосіївська осінь» М. Рильський (1985),
- «Так ніхто не кохав» В. Сосюри (1987),
- «Дорога болю» В. Стус (1990),
- «Десь на дні мого серця» П. Тичина (1991),
- ювілейні події, присвячені Леонардо да Вінчі, Рафаелю, О. Довженко, Лесі Українки та інших

#### Інтролігації(шкіряне палітурництво)[15]

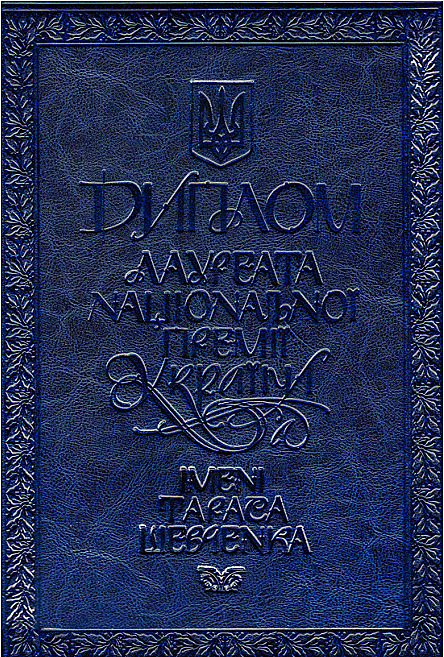
Диплом премії ім. Шевченка. Літерація, оформлення, орнамент Василя Чебаника, 2000-ні, Київ

В. Чебаником створено кілька сотень шкіряних палітурок до різноманітних книг, альбомів, дипломів; футлярів, скриньок у яких зберігаються цінні речі. Майстер ніколи не підраховував, скільки його творів розійшлося Україною і світом. Офіційні особи, наприклад, Президент України, замовляли художнику речі, що були презентовані представникам інших держав. Це створює деякі труднощі у дослідженні доробку В. Чебаника, оскільки багато його визначних творів немає можливості побачити в оригіналі. Поштовхом до початку практичної роботи над створенням ручної індивідуальної оправи було замовлення оформити «Хвальну книгу» Університету «Києво-Могилянська академія». В цій книзі вписуються імена приватних осіб і назви організацій, що причетні до розвитку та піднесення академії.
- «Хвальна книга» Університету «Києво-Могилянська академія»[16]
- «Диплом лавреата[17] Національної премії України імені Тараса Шевченка»
- Оформлення примірників книг «Конституція України» для Президентів України[16]
  - Перша Конституція була виконана В. Чебаником на замовлення Президента України на початку 1990-х рр., призначалася для роботи і повинна була прикрашати робочий стіл першої особи держави.
  - «Конституція України»[18] — ексклюзивний (церемоніальний) примірник, на котрому складають Присягу Президенти України (з 2005 р.). Зберігається у Верховній Раді України з 2002 року.

#### Створення ексклюзивних виробів
- Скринька для зберігання символічного подарунка-сувеніра з зображенням кораблів, присвяченого ювілейним роковинам відкриття Америки. Подарована Біллу Клінтону (2000 р.).
- Скринька для зберігання мозаїки із зображенням Еразма Ротердамського. Подарунок Гельмуту Колю[16]

Почесна Грамота ВРУ за особливі заслуги перед Українським народом (ВРУ № 185 від 18 квітня 2002 р.)

#### Проєкт «Рутенія. Графіка української мови»
Починаючи з 2001 року Василь Якович Чебаник працює над проєктом «Рутенія. Графіка української мови» (скорочено шрифт/абетка «Рутенія»). Це проєкт оновленої абетки української мови на історичних національних основах, з наданням їй форм сучасної європейської пластики. Нове графічне оформлення української мови, надання українській абетці автентичного національного вигляду було підтримано Національною академією мистецтв України на Загальних зборах 20 червня 2017 року. На Зборах було прийнято рішення про необхідність запровадження й введення в українську граматику новостворених шрифтових гарнітур абетки «Рутенія» для використання в офіційній графічній морфології і культурному обігу.
- у 2019 році проєкт «Графіка української мови»[21](«Абетка») відзначено Шевченківською премією[22]
- 10 листопада 2021 року відбулася презентації нової книжки Василя Чебаника «Графіка української мови», котра стала підсумком двадцятирічної роботи художника. У книжці представлено зразки нових шрифтів (45 гарнітур[23]) та наведено приклади їхнього використання у різних сферах друкарської справи. Шість оцифрованих шрифтів Василь Чебаник надав для безплатного використання усіма охочими[23].
- Шрифти Василя Чебаника використовуються Верховною Радою України[13], Національною академією мистецтв України, Національною академією образотворчого мистецтва і архітектури, Київським державним інститутом декоративно-прикладного мистецтва і дизайну імені Михайла Бойчука, ДУ «Академія патрульної поліції» (м. Київ), Публічною бібліотекою імені Лесі Українки (м. Київ), Національним університетом «Києво-Могилянська академія»[24].